# 李名强
李名强（1936年—），中国钢琴家、音乐教育家。曾任上海音乐学院副院长。

## 生平
李名强原籍浙江省宁波镇海县（今属北仑区），1936年出生于上海实业家族小港李家，是小港李家家族第五代成员。父亲李祖彝，是一位机械工程师。
李名强早在年少时就显现出非凡音乐天赋。年仅20岁，即被上海音乐学院管弦系的艺术辅导。10岁时，李名强师从德国犹太人钢琴演奏家卫登堡，获得钢琴演奏的启蒙教育，直到1952年卫登堡逝世。后来由上海音乐学院公派至北京中央音乐学院苏联专家班学习钢琴演奏，并从中央音乐学院专家班毕业；期间曾师从苏联列宁格勒音乐学院（今俄罗斯圣彼得堡）教授克拉夫琴柯。
李名强毕业后在上海音乐学院钢琴系担任教师。文化大革命期间停止教学。1978年，上海音乐学院重新招生，李名强重返教席。1984年至1989年，李名强担任上海音乐学院副院长。李名强曾担任上海音乐钢琴家协会主席。现任柏斯琴行总顾问。
李名强曾在世界20多个国家获邀演奏。多次获得国际国内钢琴演奏奖项，并多次担任国际主要钢琴演奏比赛的评委。

## 荣誉记录
- 1957年，获第三届斯美塔纳国际钢琴比赛第三名。
- 1958年，布加勒斯特，第一届埃奈斯库国际音乐节钢琴比赛，获得冠军。这是中华人民共和国公民首次在国际钢琴演奏比赛中获冠军[2]。
- 1960年，波兰，第六届萧邦国际钢琴比赛，获得第四名。为第二位获得名次的中国人。